# 佐藤涼
佐藤 涼（さとう りょう、1980年5月12日 - ）とは、青森県青森市出身でアメリカ合衆国ニューヨークを拠点に活動するアーティスト・実業家。日本人現代アーティストチームJCAT所属。アーティストとしての名義は「Ryo.S」。B型。

## 概要
生まれつきの脳性麻痺で手足に障害を持ちながら、絵画・音楽・執筆活動などを行っている。その傍らで青森県青森市で障害者の就労支援などを行う特定非営利活動法人C-FLOWERの理事長も務めている。

## 経歴
手足が不自由であるため、口に鉛筆や筆を咥えて絵を描く。このスタイルに至った原点は小学校2年生当時の図画工作の授業で、担任が無理矢理筆を持たせて手を動かして描かせたことにある。その際「自分の絵ではない。口でくわえて描いてみようか」と考え、描いた作品が県の防災コンクールで入賞した。
高等学校では音楽に傾倒し、17歳からロックバンドを組んでいた。最終学歴は青森大学工学部修了。卒業時には就職活動にも励むが身体的な理由で採用には至らず、音楽活動で資金を蓄えて障害者の就労支援を目的にC-FLOWERを設立した。画家としては25歳頃に友人の結婚式で似顔絵を依頼され、それをきっかけに再び絵を描くようになった。

## 作風
前述のとおり鉛筆や筆を口で咥えて描き、絵具を使用しない鉛筆画などを主としている。絵具を使わない理由は、不自由な体でも自分自身で作画活動を完結できるため。その結果生み出される作品は、白と黒の対比からゼロから無限の可能性があると語っており、そのコンセプトは個展タイトルでも多く用いられている「Black & White」という言葉にも反映されている。

## 個展歴
2007年
- 12月15日 - 青森市民文化ホール1階会議室「face～Black&White」

2008年
- 7月13日 - 青森県観光物産館アスパム9F津軽「Art Live」
- 7月29日～8月4日 - 麻布十番商店街ギャラリー・モナ「face～Black&White in Tokyo」

2009年
- 11月14日～15日 - 青森県観光物産館アスパム9F津軽「追憶ノカケラ」

2011年
- 7月17日 - 青森県観光物産館アスパム9F津軽「Art Action」

2014年
- 5月25日 - 青森市アウガ5階AV多機能ホール「JAPAN PRIDE × AOMORI PRIDE」
- 11月15日～30日 - 青森市昭和通り商店街tecogallery「佐藤涼企画展」

2016年
- 4月29日～5月8日 - 青森県立郷土館「Black&White The Best」

2017年
- 4月25日～4月30日 - 兵庫県伊丹市アートホール蔵「Black&White in ITAMI」
- 6月10日～6月11日 - 新潟県糸魚川市焼山温泉清風館「Black&White in 清水心澄絵画展」
- 7月21日～7月23日 - 宮城県仙台市ぴぽっと南光台「Black&White in ぴぽっと南光台」
- 9月30日～10月1日 - 北海道帯広市とかちプラザ講習室401「Black&White in Tokachi401」
- 12月17日 - 青森県観光物産館アスパム5F「Art Live in Tsugaru」
- 12月20日～12月25日 - 兵庫県伊丹市アートホール蔵「Black&White in ITAMI Return」

2018年
- 8月31日～9月4日 - 兵庫県伊丹市アートホール蔵「OEKAKI Of OSSAN 植田賢三・佐藤涼 絵画展」

2019年
- 4月20日～4月21日 - 青森県観光物産館アスパム9F津軽「Black&White Title of"575"」
- 5月8日～5月13日 - 麻布十番商店街ギャラリー・モナ「Black&White Title of"575"」
- 6月1日～6月2日 - 札幌市民ギャラリー2F予備展示室「Black&White Title of"575"」

2020年
- 6月1日～6月15日 - JCAT ONLINE EXHIBITION「BEGIN」
- 7月1日～7月31日 - JCAT ONLINE SOLO Exhibition Ryo.S「Story of “Black & White”」
- 8月1日～8月15日 - JCAT ONLINE EXHIBITION「ART HEALS THE WORLD!」
- 9月1日～9月30日 - JCAT ONLINE EXHIBITION「Beautiful」
- 10月1日～10月31日 - JCAT ONLINE EXHIBITION「Thank you!!」
- 11月1日～11月30日 - JCAT ONLINE EXHIBITION「DREAM TOGETHER」
- 12月1日～12月31日 - JCAT Group Exhibition「The Gift」

2021年
- 2月1日～2月28日 - JCAT ONLINE SOLO Exhibition Ryo.S「Preview of picture book」
- 2月1日～2月28日 - JCAT ONLINE EXHIBITION「NO」
- 3月1日～3月31日 - JCAT ONLINE EXHIBITION「FLOWER」
- 4月1日～4月30日 - JCAT ONLINE EXHIBITION「HOME SWEET HOME」
- 5月1日～5月31日 - JCAT ONLINE EXHIBITION「LIFE」
- 6月1日～6月30日 - JCAT ONLINE EXHIBITION「Inspiration」
- 6月1日～6月30日 - JCAT ONLINE SOLO Exhibition Ryo.S「Black & White“20-21”in the middle of a dream」
- 7月1日～7月31日 - JCAT ONLINE EXHIBITION「SUMMER 2021」
- 8月1日～8月31日 - JCAT ONLINE EXHIBITION「Is trash, trash?」
- 9月1日～9月30日 - JCAT ONLINE EXHIBITION「COASTER EXHIBITION」
- 9月20日 - Ryo.S Exhibition in Facebook“Real”
- 10月1日～10月31日 - JCAT ONLINE SOLO Exhibition Ryo.S「Line-only smile」
- 11月1日～11月30日 - JCAT ONLINE EXHIBITION「COURAGE-勇気」(※JCAT GALLERY AWARD 受賞)[3]
- 12月1日～12月31日 - JCAT Group Exhibition「The Gift2021」

2022年
- 1月5日～2月4日 - JCAT ONLINE EXHIBITION「NEW」
- 2月5日～3月4日 - JCAT ONLINE EXHIBITION「RED」
- 3月5日～4月4日 - JCAT ONLINE EXHIBITION「SPRING」
- 4月5日～5月4日 - JCAT ONLINE SOLO Exhibition Ryo.S「Black & White ~ from Aomori」
- 5月5日～6月4日 - JCAT ONLINE SOLO Exhibition Ryo.S「Black & White “The sea at another angle”」
- 5月5日～6月4日 - JCAT ONLINE EXHIBITION「BLUE」
- 8月2日～8月6日 - JCAT 2022 Group Exhibition “Made in Japan”[4]
- 12月6日～12月10日 - JCAT 2022 Paris Exhibition "Made in Japan"[5]

2023年
- 7月11日～7月15日 - JCAT 2023 Group Exhibition “LOVE EXHIBITION”[6]
- 10月26日～10月30日 - 青森県立美術館コミニュティーギャラリー「Black & White "43"」[7]
- 11月22日～11月27日 - 兵庫県伊丹市アートホール蔵「Black & White Brand new Art」

2024年
- 1月11日～1月16日 - 福岡県福岡市美術画廊410ギャラリー「Black ＆ White “Pencil’s dreams”」[8][9][10]
- 7月16日～8月3日 - JCAT 2024 Group Exhibition in New York Chealsea“NATURE”(※ライヴパフォーマンス披露)[11]
- 12月4日～12月8日 - 青森県立美術館コミニュティーギャラリー「Black & White "ALIVE"」[12][13][14][15]

2025年
- 7月15日～8月2日 - JCAT 2023 Group Exhibition “JAPANISM”(※Featured Artists/※ライヴパフォーマンス披露:ピアニストのアリアナ氏とコラボレーション)[16][17][18][19]

## 書籍

### 文庫
- らいふのことだま（2020年9月7日発売、C-FLOWER、ASIN B09B291FTC）

### 絵本
Ryo.S(佐藤涼)名義
- 飛びたいピアノン Pianon wants to fly（2021年5月24日発売、C-FLOWER、ISBN 978-4600006938）[7]
- 飛ぶんだピアノン Keep trying, Pianon -you can fly if never give up-（2024年12月4日発売、C-FLOWER、ISBN 978-4600015121[13]

）